# Menhir Le Passoir
Der Menhir Le Passoir steht auf dem Parkplatz eines kleinen Restaurants an der D 766A im Weiler Le Clos, westlich von Saint-Guyomard bei Vannes im Département Morbihan in der Bretagne in Frankreich. 
Der schlanke, quaderartige, an diese Stelle versetzte Menhir ist etwa 2,5 Meter hoch. Das Gebiet wurde zu Beginn des 19. Jahrhunderts als weitläufiges Heideland beschrieben, das mit umgestürzten Menhiren übersät war.
In der Umgebung befinden sich weitere Menhire, darunter der Menhir von Grand Breuil.